# Tratado de Bayona (1462)
El Tratado de Bayona lo firmaron el 9 de mayo de 1462 en la ciudad de Bayona los representantes del rey de la Corona de Aragón Juan II (que lo rubricó en Zaragoza el 21 de mayo) y los del rey de Francia Luis XI (que a su vez lo suscribió el 15 de junio en Chinon). Mediante este pacto Juan II cedía a Luis XI la jurisdicción y los derechos y rentas correspondientes a la Corona de los condados de Rosellón y Cerdaña, mientras el rey de Aragón no hiciera efectivo el pago de 200 000 escudos, a cambio de que Luis XI le prestara ayuda militar para someter el resto de Cataluña durante la guerra civil catalana. Su primera misión sería levantar el asedio de la Força Vella de Gerona, donde se encontraban la esposa de Juan II, la reina Juana Enríquez, y el príncipe heredero don Fernando, que entonces solo contaba con nueve años de edad.

## El tratado
Con el estallido de la guerra civil, Juan II de Aragón buscó el apoyo de Luis XI de Francia para sofocar la rebelión de las instituciones catalanas dominadas por la oligarquía nobiliaria y urbana. El 3 de mayo de 1462 tuvo lugar la entrevista de Sauveterre, en la frontera navarra, entre los dos monarcas.
En la entrevista de Sauveterre llegaron a un acuerdo que fue concretado en Bayona el 9 de mayo —en nombre del rey de Aragón los negociadores habían sido Pierres de Peralta y Fernando de Baquedano— poniendo fin así momentáneamente a la tradicional rivalidad entre las coronas de Aragón y de Francia. Según el tratado de Bayona, que fue firmado por Juan II el 21 de mayo, el rey de Francia se comprometía a enviar un ejército a Cataluña para someter a los rebeldes —«700 lanzas equipadas, acompañadas de arqueros y gentes de enlaces necesarias según el uso de Francia y bajo la dirección de algunos de sus oficiales, con cierto número de gentes a pie y una cantidad proporcionada de piezas de artillería, máquinas y municiones»— y a cambio el rey de Aragón le pagaría en dos o tres años 200 000 escudos (300 000 en caso de que los combates se extendieran a los reinos de Aragón o de Valencia), pero hasta que no se hubiera completado la entrega de esa cantidad el rey de Francia ejercería la jurisdicción y percibiría los derechos y rentas de la corona de los condados  de Rosellón y de Cerdaña. Además los castillos de Perpiñán y de Colliure pasarían a manos del rey francés desde el inicio de la campaña. Eran unas duras condiciones para Juan II, pero como ha destacado Jaume Vicens Vives, «la situación desesperada de su esposa e hijo en Gerona, el desencadenamiento de la revolución en Cataluña, no le dejaban abierta otra puerta. Tenía que claudicar y lo hizo con resentimiento, prometiendo vengarse». Por su parte el Consell del Principat, una de las instituciones que dirigía la rebelión catalana contra Juan II, en cuanto tuvo conocimiento del acuerdo difundió la falsa noticia de que el rey Juan II había cometido la traición de entregar al rey francés los condados de Rosellón y de Cerdaña, lo que acrecentó los ánimos antijuanistas por toda Cataluña.
Hay que subrayar que formalmente no se trataba de una anexión de los condados al reino de Francia: lo dejaba claro el mismo Luis XI en su correspondencia con Gastón IV de Foix (jefe de los ejércitos franceses en el Languedoc y yerno de Juan II).

## Consecuencias
De acuerdo con lo estipulado en Bayona, a principios de julio de 1462 un ejército compuesto por unos 10 000 hombres al mando de Gastón IV de Foix ―«una fuerza poco menos que irresistible para los catalanes adversarios de Juan II, los cuales ni reuniendo todos los hombres movilizados… podrían llegar a alcanzar diez mil hombres»― penetraba en el Rosellón ocupando el 10 Salses, la «llave de España», y el 21 el castillo de El Voló, dejando atrás Perpiñán, Elna y Colliure. En El Voló Gaston de Foix recibió una carta de la reina Juana Enríquez que consiguió atravesar las líneas de los asediadores pidiéndole que acudiera rápidamente a levantar el cerco pues en la Força solo estaban en condiciones de aguantar una semana más.
Gaston de Foix hizo caso a la angustiosa carta de la reina y dirigió una parte de su ejército ―entre 4500 y 6000 hombres― hacia Gerona plantándose en solo dos días a las puertas de la ciudad y entrando en ella sin combatir ya que las fuerzas del conde de Pallars, muy inferiores en número ―el ejército de la Diputació del General se había reducido a unos 700 hombres a causa de la desbandada general―, se habían retirado a Hostalric ante la noticia de la inminente llegada de los «piteus» ―junto con el de «gavatxos», nombre despectivo con el que nombran a los franceses los documentos catalanes de la época―. Así el 23 de julio fue levantado el asedio de la Força Vella y liberados el príncipe Fernando y la reina Juana Enríquez.
Más tarde el auge de la resistencia catalana en el Rosellón y la Cerdaña obligó a Luis XI a enviar un ejército mandado por el duque de Nemours Jaime de Armagnac en enero de 1463. Como en realidad tuvo que conquistar el territorio que le habían cedido, quiso asumir la posesión formal, arguyendo que los catalanes habían rechazado a Juan II y que, por lo tanto, si el territorio no tenía señor podía ser conquistado por cualquiera.

## Recuperación de los condados
La ocupación francesa fue muy mal recibida por los roselloneses. Cuando Juan II y su ejército alcanzaron Perpiñán, el 1 de febrero de 1463, la población les abrió las puertas y les entregó la ciudad. En marzo los franceses contraatacaron asediándola y saqueando el Rossellón. El 17 de septiembre, se firmó el Tratado de Perpiñán, según el cual los condados quedaban como territorio neutral hasta que Juan saldase la deuda contraída con el monarca franćes. El tratado no fue respetado y las tropas francesas volvieron inmediatamente a los condados; asediaron Perpiñán y se apoderaron de Elna.
Juan II nunca pagó la deuda; como los condados se mostraban levantiscos y reacios a aceptar la administración francesa (lo que se reflejaba, en especial en la resistencia de los perpiñaneses), Luis XI decidió entregárselos a Fernando II. La devolución se pactó en el Tratado de Barcelona del 19 de enero de 1493, que suscribieron Fernando y Carlos VIII de Francia. La restitución por parte de Carlos VIII se debió al interés de este por que la Corona de Aragón permaneciese neutral cuando invadiese Nápoles.